# Fustíbalo
El fustíbalo (del latín fustibalus, derivado de fustis, «bastón», y del griego antiguo βάλλειν, ballein «lanzar, arrojar»), también conocido como honda de fuste, fue un arma de mano usada por varios pueblos en la antigüedad. Era, en resumen, una honda más compleja que la ordinaria y que permitía arrojar piedras de mayor peso y con mayor velocidad. El utilizado por la infantería ligera del ejército romano consistía en un asta de 1,5 m de longitud, del que pendían unas cuerdas en cuyo extremo había un trozo de cuero en donde se colocaba la piedra o plomo que se lanzaba sobre el enemigo. Los fustibularios, en unión muchas veces de los ballesteros y honderos, constituían la quinta fila de la legión, delante de los triarios. Se encuentra documentada desde el Imperio romano y llegó a ser muy usada en los asedios a las ciudades y en los enfrentamientos navales durante la Edad Media.  Consistía en una especie de honda que permitía el lanzamiento de grandes piedras y que estaba dotada de un fuste o mango de diferentes dimensiones, teniendo el de mayor tamaño que ser sujetado con ambas manos para manejarlo.
El historiador judío-romano Flavio Josefo describió que el emperador Tito Flavio disponía de un poderoso ejército que, entre otras muchas armas de asedio, contaba con artefactos de acción parabólica que servían para atacar los interiores de las fortalezas, como el fustíbalo o el fundíbalo.